# Amietophrynus
Amietophrynus là một chi động vật lưỡng cư trong họ Bufonidae, thuộc bộ Anura. Chi này có 38 loài và 16% bị đe dọa hoặc tuyệt chủng.

## Hình ảnh

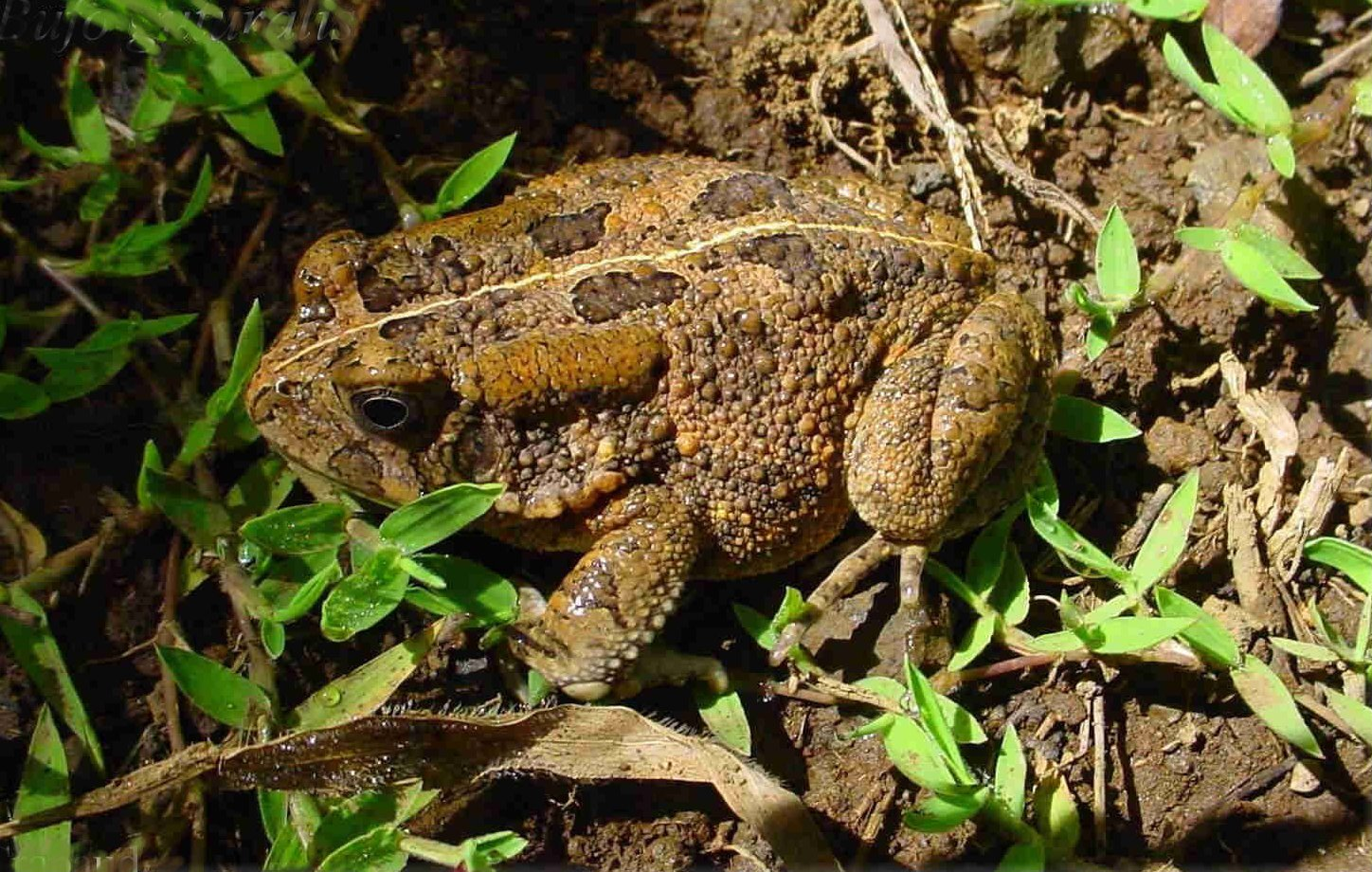

## Loài
| Tên và tác giả                                                | Tên thông thường (tiếng Anh)                            |
| ------------------------------------------------------------- | ------------------------------------------------------- |
| Amietophrynus asmarae (Tandy, Bogart, Largen & Feener, 1982)  | Asmara Toad                                             |
| Amietophrynus blanfordii (Boulenger, 1882)                    | Blanford's Toad                                         |
| Amietophrynus brauni (Nieden, 1911)                           | Braun's Toad, Dead-leaf Toad                            |
| Amietophrynus buchneri (Peters, 1882)                         | Buchner's Toad                                          |
| Amietophrynus camerunensis (Parker, 1936)                     | Oban Toad                                               |
| Amietophrynus chudeaui (Chabanaud, 1919)                      | Bata Marsh Toad                                         |
| Amietophrynus cristiglans (Inger & Menzies, 1961)             | Tingi Hills Toad                                        |
| Amietophrynus danielae (Perret, 1977)                         | Ivory Coast Toad                                        |
| Amietophrynus djohongensis (Hulselmans, 1977)                 |                                                         |
| Amietophrynus fuliginatus (Witte, 1932)                       | Shaba Province Toad, Sooty Toad                         |
| Amietophrynus funereus (Bocage, 1866)                         | Angola Toad, Somber Toad                                |
| Amietophrynus garmani (Meek, 1897)                            | Garman's Toad, Olive Toad, Northern Mottled Toad        |
| Amietophrynus gracilipes (Boulenger, 1899)                    | French Congo Toad                                       |
| Amietophrynus gutturalis (Power, 1927)                        | Lobatsi Toad, Guttural Toad, Square-marked Toad         |
| Amietophrynus kassasii (Baha El Din, 1993)                    | Damietta Toad                                           |
| Amietophrynus kerinyagae (Keith, 1968)                        | Keith's Toad                                            |
| Amietophrynus kisoloensis (Loveridge, 1932)                   | Kisolo Toad                                             |
| Amietophrynus langanoensis (Largen, Tandy & Tandy, 1978)      | Lake Langano Toad                                       |
| Amietophrynus latifrons (Boulenger, 1900)                     | High Tropical Forest Toad                               |
| Amietophrynus lemairii (Boulenger, 1901)                      | Pweto Toad, Lemaire's Toad, Yellow Swamp Toad           |
| Amietophrynus maculatus (Hallowell, 1854)                     | Hallowell's Toad, Flat-backed Toad, Striped Toad        |
| Amietophrynus mauritanicus (Schlegel, 1841)                   | Berber Toad, Moroccan Toad                              |
| Amietophrynus pantherinus (Smith, 1828)                       | Panther Toad, Southern Panther Toad                     |
| Amietophrynus pardalis (Hewitt, 1935)                         | Gleniffer Toad, Leopard Toad, August Toad, Snoring Toad |
| Amietophrynus perreti (Schiøtz, 1963)                         | Perret's Toad                                           |
| Amietophrynus poweri (Hewitt, 1935)                           | Kimberley Toad, Power's Toad                            |
| Amietophrynus rangeri (Hewitt, 1935)                          | Kei Road Toad, Ranger's Toad, Raucous Toad              |
| Amietophrynus reesi (Poynton, 1977)                           | Merera Toad                                             |
| Amietophrynus regularis (Reuss, 1833)                         | Square-marked Toad, African Toad                        |
| Amietophrynus steindachneri (Pfeffer, 1893)                   | Steindachner’s Toad                                     |
| Amietophrynus superciliaris (Boulenger, 1888)                 | Zaire Toad, Cameroon Toad                               |
| Amietophrynus taiensis (Rödel and Ernst, 2000)                |                                                         |
| Amietophrynus togoensis (Ahl, 1924)                           | Togo Toad                                               |
| Amietophrynus tuberosus (Günther, 1858)                       | Fernando Po Toad                                        |
| Amietophrynus turkanae (Tandy & Feener, 1985)                 | Lake Turkana Toad                                       |
| Amietophrynus urunguensis (Loveridge, 1932)                   | Urungu Toad                                             |
| Amietophrynus villiersi (Angel, 1940)                         | Villier's Toad                                          |
| Amietophrynus vittatus (Boulenger, 1906)                      | Banded Toad, Degen's Toad                               |
| Amietophrynus xeros (Tandy, Tandy, Keith & Duff-MacKay, 1976) | Subsaharan Toad, Waza Toad, Savannah Toad               |